# 十堰市
十堰市（じゅうえん-し）は、中華人民共和国湖北省に位置する地級市。

## 地理
十堰市は湖北省北西部に位置し、湖北省襄陽市・神農架林区、河南省、陝西省、重慶市に接する。漢水が流れており、丹江口ダムがある。

## 歴史
十堰市の前身は1476年（成化12年）に明により設置された鄖陽府にさかのぼる。1932年に第十一行政督察区、1936年に第八行政督察区と改称され、中華人民共和国成立後は1949年に鄖陽専区とされ、1952年に襄陽専区に編入、1965年に再び鄖陽専区が設置され、1970年には鄖陽地区に改称された。1994年、地級市への改編に伴い十堰市と改称され現在に至る。
また1969年12月に県級市として成立し、1973年に地級市に昇格した十堰市があるが、これは現在の茅箭区及び張湾区に相当する。

## 行政区画
3市轄区・1県級市・4県を管轄下に置く。
- 市轄区:
  - 茅箭区・張湾区・鄖陽区
- 県級市:
  - 丹江口市
- 県:
  - 竹山県・竹渓県・房県・鄖西県

| 十堰市の地図                                            |
| ------------------------------------------------------- |
| 茅箭区 張湾区 鄖陽区 鄖西県 竹山県 竹渓県 房県 丹江口市 |

### 年表
この節の出典

#### 陝西省陝南行政区両鄖分区
- 1949年10月1日 - 中華人民共和国陝西省陝南行政区両鄖分区が成立。鄖陽県・均県・房県・竹山県・竹渓県・鄖西県が発足。(6県)
- 1950年3月27日 - 陝西省の分割により、湖北省鄖陽専区となる。

#### 湖北省鄖陽専区(1950年-1952年)
- 1950年3月27日 - 陝西省の分割により、陝西省陝南行政区両鄖分区が湖北省鄖陽専区となる。(6県)
  - 鄖陽県が鄖県に改称。
- 1952年1月7日 - 鄖県・均県・房県・竹山県・竹渓県・鄖西県が襄陽専区に編入。

#### 湖北省鄖陽地区(1965年-1994年)
- 1965年7月19日 - 襄陽専区鄖県・均県・房県・竹山県・竹渓県・鄖西県を編入。鄖陽専区が成立。(6県)
- 1967年4月6日 - 鄖県の一部が分立し、十堰弁事処が発足。(6県1弁事処)
- 1969年11月24日 - 十堰弁事処が市制施行し、十堰市となる。(1市6県)
- 1970年 - 鄖陽専区が鄖陽地区に改称。(1市6県)
- 1970年5月28日 - 房県の一部が襄陽地区保康県、宜昌地区興山県、恩施地区巴東県の各一部と合併し、省直轄県級行政区の神農架林区となる。(1市6県)
- 1973年2月17日 - 十堰市が地級市の十堰市に昇格。(6県)
- 1976年5月14日 - 神農架林区を編入。(6県1林区)
- 1983年8月19日 (1市5県)
  - 均県が市制施行し、丹江口市となる。
  - 神農架林区が省直轄県級行政区となる。
- 1994年9月29日 - 丹江口市・鄖県・竹山県・房県・鄖西県・竹渓県が十堰市に編入。

#### 十堰市
- 1973年2月17日 - 鄖陽地区十堰市が地級市の十堰市に昇格。(1市)
- 1984年4月27日 - 茅箭区・張湾区を設置。(2区)
- 1994年9月29日 - 鄖陽地区丹江口市・鄖県・竹山県・房県・鄖西県・竹渓県を編入。(2区1市5県)
- 2014年9月9日 - 鄖県が区制施行し、鄖陽区となる。(3区1市4県)

## 交通
空港
•武当山空港
鉄道
- 襄渝線（襄陽市 - 重慶市）

道路
- 漢十高速道路

## 名所
- 武当山 - 武当山古建築（世界遺産）